# Liste der Mitglieder des Provinziallandtags der Provinz Sachsen (6. Sitzungsperiode)

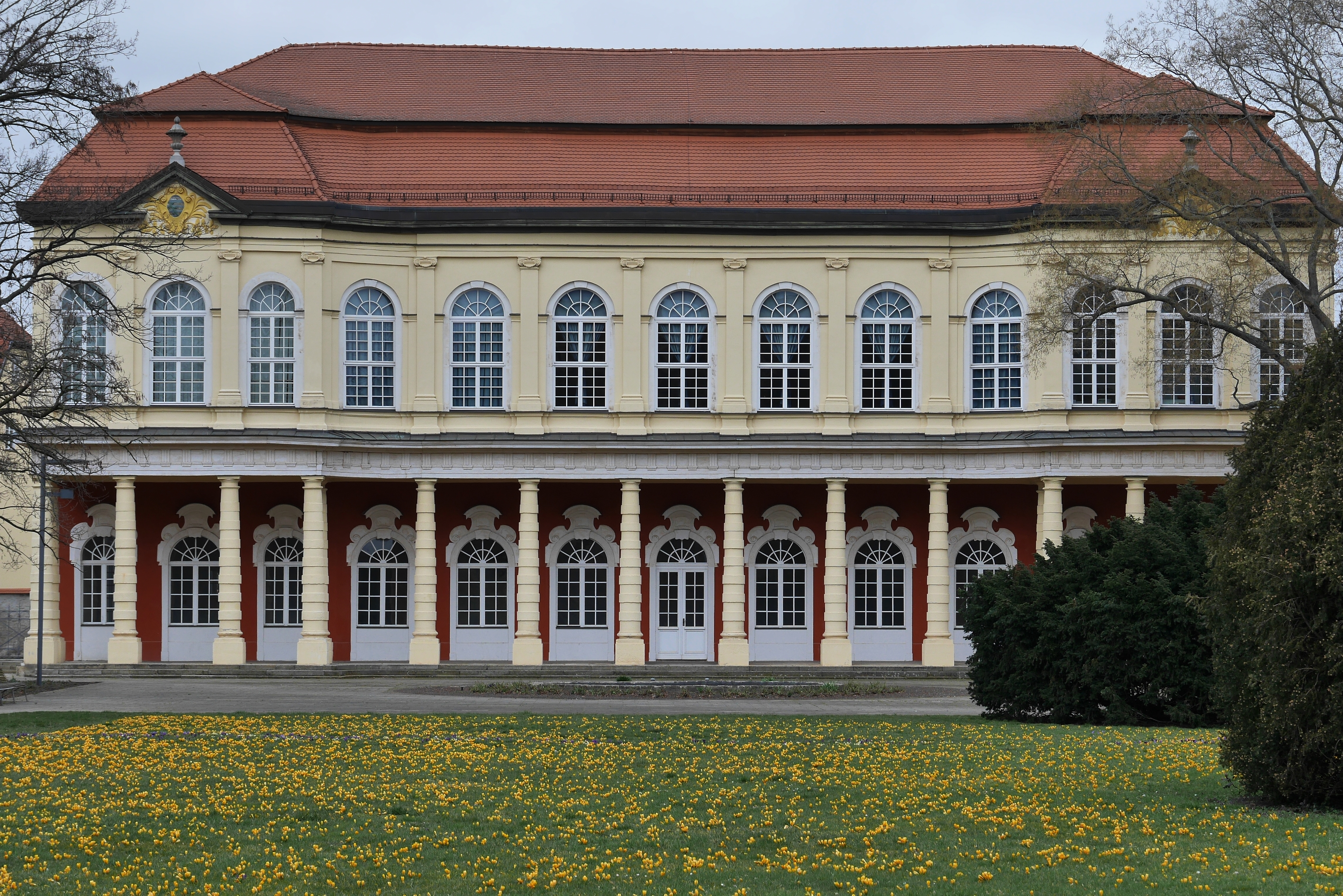
Tagungsort des Landtages 1829 – Schlossgartensalon in Merseburg

Diese Liste gibt einen Überblick über die Mitglieder des Provinziallandtags der preußischen Provinz Sachsen in der sechsten Sitzungsperiode 1841. Er umfasste 72 Abgeordnete, von denen sieben nicht auf dem Landtag anwesend waren.
| Kurie                                 | Wahlbezirk                                                | Wahlkreis | Abgeordneter | Anmerkung                                                   |
| ------------------------------------- | --------------------------------------------------------- | --- | --- | ----------------------------------------------------------- |
| Stand der Prälaten, Grafen und Herren | ./.                                                       | Dom-Kapitel zu Merseburg                                                                                                   | Friedrich von Krosigk                                                                                                  | stellvertretender Landtags-Marschall                        |
| Stand der Prälaten, Grafen und Herren | ./.                                                       | Dom-Kapitel zu Naumburg | Vollrath von Krosigk                                                                                                   |                                                             |
| Stand der Prälaten, Grafen und Herren | ./.                                                       | Virilstimme | Graf Henrich zu Stolberg-Wernigerode                                                                                   | Landtags-Marschall                                          |
| Stand der Prälaten, Grafen und Herren | ./.                                                       | Virilstimme | Josef Christian Ernst Ludwig Graf zu Stolberg-Stolberg                                                                 | vertreten durch den Deichhauptmann Curt Ferdinand von Byern |
| Stand der Prälaten, Grafen und Herren | ./.                                                       | Virilstimme | Graf August zu Stolberg-Roßla                                                                                          | vertreten durch Graf Rudolph zu Stolberg-Wernigerode        |
| Stand der Prälaten, Grafen und Herren | ./.                                                       | Besitzer des Amts Walternienburg                                                                                           | Herzog Leopold IV. Friedrich von Anhalt-Dessau                                                                         | vertreten durch den Grafen Friedrich zu Solms-Rösa          |
| Stand der Ritterschaft                | Kollektivstimme der Besitzer großer Familienfideikommisse | ./. | Hofjägermeister Graf Ludwig von der Asseburg aus Meisdorf – Mansfelder Gebirgskreis                                    |                                                             |
| Stand der Ritterschaft                | Thüringer Wahlbezirk                                      | Alt-Querfurtscher Kreis | Hauptmann a. D. Krug von Nidda auf Gatterstedt bei Querfurt                                                            |                                                             |
| Stand der Ritterschaft                | Thüringer Wahlbezirk                                      | Stift Naumburg-Zeitz | Hannibal Freiherr von Hertzberg zu Heuckewalde im Kreis Zeitz                                                          |                                                             |
| Stand der Ritterschaft                | Thüringer Wahlbezirk                                      | Neustädter Kreis | Kammerherr Ludwig Franz von Breitenbauch zu Brandenstein im Kreis Ziegenrück                                           |                                                             |
| Stand der Ritterschaft                | Thüringer Wahlbezirk                                      | Aus den übrigen Kreisen | Kammerherr Graf Levin Friedrich V. von der Schulenburg auf Burgscheidungen – Kreis Querfurt                            |                                                             |
| Stand der Ritterschaft                | Thüringer Wahlbezirk                                      | Aus den übrigen Kreisen | Generaldirektor der Land-Feuer-Societät für das Herzogtum Sachsen, Kammerherr von Helldorff auf Bebra – Kreis Querfurt |                                                             |
| Stand der Ritterschaft                | Thüringer Wahlbezirk                                      | Aus den übrigen Kreisen | Kammerherr Wolf von Helldorff zu Wohlmirstedt im Kreis Eckartsberga                                                    |                                                             |
| Stand der Ritterschaft                | Thüringer Wahlbezirk                                      | Aus den übrigen Kreisen | Ritter Freiherr Ottobald von Werthern auf Schloss Beichlingen im Kreis Eckartsberga                                    |                                                             |
| Stand der Ritterschaft                | Thüringer Wahlbezirk                                      | Aus den übrigen Kreisen | Rittergutsbesitzer von Burkersroda von Burkersroda zu Burgheßler im Kreis Eckartsberga                                 |                                                             |
| Stand der Ritterschaft                | Wittenbergscher Wahlbezirk                                | Aus dem alten Wittenbergschen Teil                                                                                         | Generalleutnant Graf Viktor Henckel von Donnersmark auf Tiefensee – Kreis Delitzsch                                    |                                                             |
| Stand der Ritterschaft                | Wittenbergscher Wahlbezirk                                | Aus dem alten Wittenbergschen Teil                                                                                         | Kreisdeputierter Kammerherr Matthias August Karl Wilhelm von Lattorff auf Klieken                                      |                                                             |
| Stand der Ritterschaft                | Wittenbergscher Wahlbezirk                                | Aus dem Leipziger Teil | Landrat Dr. Friedrich von Pfannenberg auf Storckwitz – Kreis Delitzsch                                                 |                                                             |
| Stand der Ritterschaft                | Wittenbergscher Wahlbezirk                                | Aus dem Meißner Teil | Kammerherr und Major Maximilian Kurt Graf von Seydewitz auf Pülswerda – Kreis Torgau                                   |                                                             |
| Stand der Ritterschaft                | Wittenbergscher Wahlbezirk                                | Aus dem Merseburger Teil                                                                                                   | Kammerherr Julius Graf von Zech genannt von Burckersroda zu Benndorf – Kreis Merseburg                                 |                                                             |
| Stand der Ritterschaft                | Mansfeldscher Wahlbezirk                                  | ./. | Landrat Wilhelm von Kerssenbrock zu Helmsdorf – Mansfelder Seekreis                                                    |                                                             |
| Stand der Ritterschaft                | Mansfeldscher Wahlbezirk                                  | ./. | Kammerherr Freiherr Ernst von Friesen auf Hammelburg im Mansfelder Gebirgskreis                                        |                                                             |
| Stand der Ritterschaft                | Mansfeldscher Wahlbezirk                                  | ./. | Rittergutsbesitzer Rudloff auf Mücheln – Saalkreis                                                                     |                                                             |
| Stand der Ritterschaft                | Eichsfeldscher Wahlbezirk                                 | ./. | Landrat Friedrich Ernst von Hanstein-Ershausen im Kreis Heiligenstadt                                                  |                                                             |
| Stand der Ritterschaft                | Eichsfeldscher Wahlbezirk                                 | ./. | Landrat Karl Eduard Levin von Bültzingslöwen zu Hainrode im Kreis Worbis                                               |                                                             |
| Stand der Ritterschaft                | Eichsfeldscher Wahlbezirk                                 | ./. | Landrat Karl von Byla zu Nordhausen                                                                                    |                                                             |
| Stand der Ritterschaft                | Eichsfeldscher Wahlbezirk                                 | ./. | Oberlandesgerichts-Assessor von Westernhagen zu Langensalza                                                            |                                                             |
| Stand der Ritterschaft                | Magdeburgscher Wahlbezirk                                 | ./. | Königlicher Landrat Baron Franz Ritter von Steinaecker auf Brumby zu Calbe (Saale)                                     |                                                             |
| Stand der Ritterschaft                | Magdeburgscher Wahlbezirk                                 | ./. | Major Graf von Bartensleben auf Sarow im 2. Jerichower Kreis                                                           |                                                             |
| Stand der Ritterschaft                | Magdeburgscher Wahlbezirk                                 | ./. | Königlicher Kammerherr Rittmeister a. D. und Ritter von Alvensleben auf Redekin im Kreis Jerichow II                   |                                                             |
| Stand der Ritterschaft                | Magdeburgscher Wahlbezirk                                 | ./. | Königlicher Rittmeister Ritter Hermann Otto Graf von der Schulenburg auf Emden zu Berlin                               |                                                             |
| Stand der Ritterschaft                | Magdeburgscher Wahlbezirk                                 | ./. | Landrat Otto August von Veltheim auf Klein-Santersleben – Kreis Neuhaldensleben                                        |                                                             |
| Stand der Ritterschaft                | Halberstädtscher Wahlbezirk                               | ./. | Königlicher Kammerherr Graf von der Asseburg zu Gunsleben im Kreis Oschersleben                                        |                                                             |
| Stand der Ritterschaft                | Halberstädtscher Wahlbezirk                               | ./. | Rittergutsbesitzer Baron von Gustedt auf Deersheim – Kreis Halberstadt                                                 |                                                             |
| Stand der Ritterschaft                | Halberstädtscher Wahlbezirk                               | ./. | Majoratsbesitzer Baron von Winnigerode auf Schadeleben – Kreis Aschersleben                                            |                                                             |
| Stand der Städte                      | Thüringscher Kreis                                        | Erfurt | Haupt-Lotterie-Collecteur Tröster                                                                                      |                                                             |
| Stand der Städte                      | Thüringscher Kreis                                        | Naumburg | Stadtrat Rasch |                                                             |
| Stand der Städte                      | Thüringscher Kreis                                        | Langensalza | Kaufmann Haun |                                                             |
| Stand der Städte                      | Thüringscher Kreis                                        | Zeitz und Weißenfels | Stadtverordneten-Vorsteher Otto zu Zeitz                                                                               |                                                             |
| Stand der Städte                      | Thüringscher Kreis                                        | Suhl und Schleusingen | Senator Gottfried Büttner zu Suhl                                                                                      |                                                             |
| Stand der Städte                      | Thüringscher Kreis                                        | Übrige Städte: Im Sangerhäuser, Weißenfelser und Querfurter Kreis                                                          | Bürgermeister Kayser zu Sangerhausen                                                                                   |                                                             |
| Stand der Städte                      | Thüringscher Kreis                                        | Übrige Städte: Im Eckartsbergaer, Weißenseer, Langensalzaer und Ziegenrücker Kreis                                         | Bürgermeister Diethold zu Sömmerda                                                                                     |                                                             |
| Stand der Städte                      | Wittenbergscher Kreis                                     | Wittenberg | Senator Wilhelm August Lobedann                                                                                        |                                                             |
| Stand der Städte                      | Wittenbergscher Kreis                                     | Torgau und Merseburg | Magistrats-Assessor Köppe zu Merseburg                                                                                 |                                                             |
| Stand der Städte                      | Wittenbergscher Kreis                                     | Für die übrigen Städte | Bürgermeister Johann Karl Securius zu Delitzsch                                                                        |                                                             |
| Stand der Städte                      | Mansfeldscher Kreis                                       | Halle | Kaufmann Rüprecht |                                                             |
| Stand der Städte                      | Mansfeldscher Kreis                                       | Für die übrigen Städte | Bürgermeister Richter zu Eisleben                                                                                      |                                                             |
| Stand der Städte                      | Eichsfelder Wahlbezirk                                    | Mühlhausen | Bürgermeister Karl Theodor Gier                                                                                        |                                                             |
| Stand der Städte                      | Eichsfelder Wahlbezirk                                    | Nordhausen | Stadtrat Oswald |                                                             |
| Stand der Städte                      | Eichsfelder Wahlbezirk                                    | Für die übrigen Städte | Bürgermeister Althaus zu Heiligenstadt                                                                                 |                                                             |
| Stand der Städte                      | Magdeburger Wahlbezirk                                    | Magdeburg | Kaufmann Schartow |                                                             |
| Stand der Städte                      | Magdeburger Wahlbezirk                                    | Magdeburg | Buchhändler Heinrichshofen                                                                                             |                                                             |
| Stand der Städte                      | Magdeburger Wahlbezirk                                    | Burg, Schönebeck und Calbe                                                                                                 | Ratmann Schotte zu Calbe                                                                                               |                                                             |
| Stand der Städte                      | Magdeburger Wahlbezirk                                    | Neustadt-Magdeburg, Sudenburg und die übrigen Städte der Kreise Calbe und Wanzleben                                        | Bürgermeister Karl Friedrich Treuding zu Groß-Salze                                                                    |                                                             |
| Stand der Städte                      | Magdeburger Wahlbezirk                                    | Die übrigen Städte des Neuhaldenslebener, Wolmirstedter, des ersten und zweiten Jerichower Kreises und die Stadt Oebisfeld | Ackerbürger Krone zu Neuhaldensleben                                                                                   |                                                             |
| Stand der Landgemeinden               | Thüringscher Wahlbezirk                                   | Für die Kreise Schleusingen und Erfurt                                                                                     | Schultheiß Eylander zu Kühndorf – Kreis Schleusingen                                                                   |                                                             |
| Stand der Landgemeinden               | Thüringscher Wahlbezirk                                   | Für die Kreise Sangerhausen, Querfurt und Weißenfels                                                                       | Ortsrichter Becker zu Pauscha – Kreis Weißenfels                                                                       |                                                             |
| Stand der Landgemeinden               | Thüringscher Wahlbezirk                                   | Für die Kreise Langensalza, Weißensee und Eckartsberga                                                                     | Ortsschulze Schunke zu Günstedt – Kreis Weißensee                                                                      |                                                             |
| Stand der Landgemeinden               | Thüringscher Wahlbezirk                                   | Für die Kreise Naumburg, Zeitz und Ziegenrück                                                                              | Ackermann Wagenbreth zu Cardorf – Kreis Zeitz                                                                          |                                                             |
| Stand der Landgemeinden               | Wittenberger Wahlbezirk                                   | Für den Wittenberger, Schweinitzer und einen Teil des Bitterfelder Kreises                                                 | Erblehnrichter Eule zu Oehna – Kreis Schweinitz                                                                        |                                                             |
| Stand der Landgemeinden               | Wittenberger Wahlbezirk                                   | Für den Merseburger, den anderen Teil des Bitterfelder und einen Teil des Delitzscher Kreises                              | Ortsschulze Beit zu Nockwitz – Kreis Delitzsch                                                                         |                                                             |
| Stand der Landgemeinden               | Wittenberger Wahlbezirk                                   | Für den Torgauer, Liebenwerdaer und den anderen Teil des Delitzscher Kreises                                               | Erbrichter Thärigen zu Döbern – Kreis Torgau                                                                           |                                                             |
| Stand der Landgemeinden               | Mansfelder Wahlbezirk                                     | ./. | Ackersgutbesitzer Dorenberg zu Höhnstredt – Mansfelder Seekreis                                                        |                                                             |
| Stand der Landgemeinden               | Eichsfelder Wahlbezirk                                    | Für die Kreise Nordhausen und Worbis                                                                                       | Ortsschulze Schmidt zu Wossleben – Kreis Nordhausen                                                                    |                                                             |
| Stand der Landgemeinden               | Eichsfelder Wahlbezirk                                    | Für die Kreise Heiligenstadt und Mühlhausen                                                                                | Ortsschulze Knoche zu Küllstedt – Kreis Mühlhausen                                                                     |                                                             |